# Auto-Palace

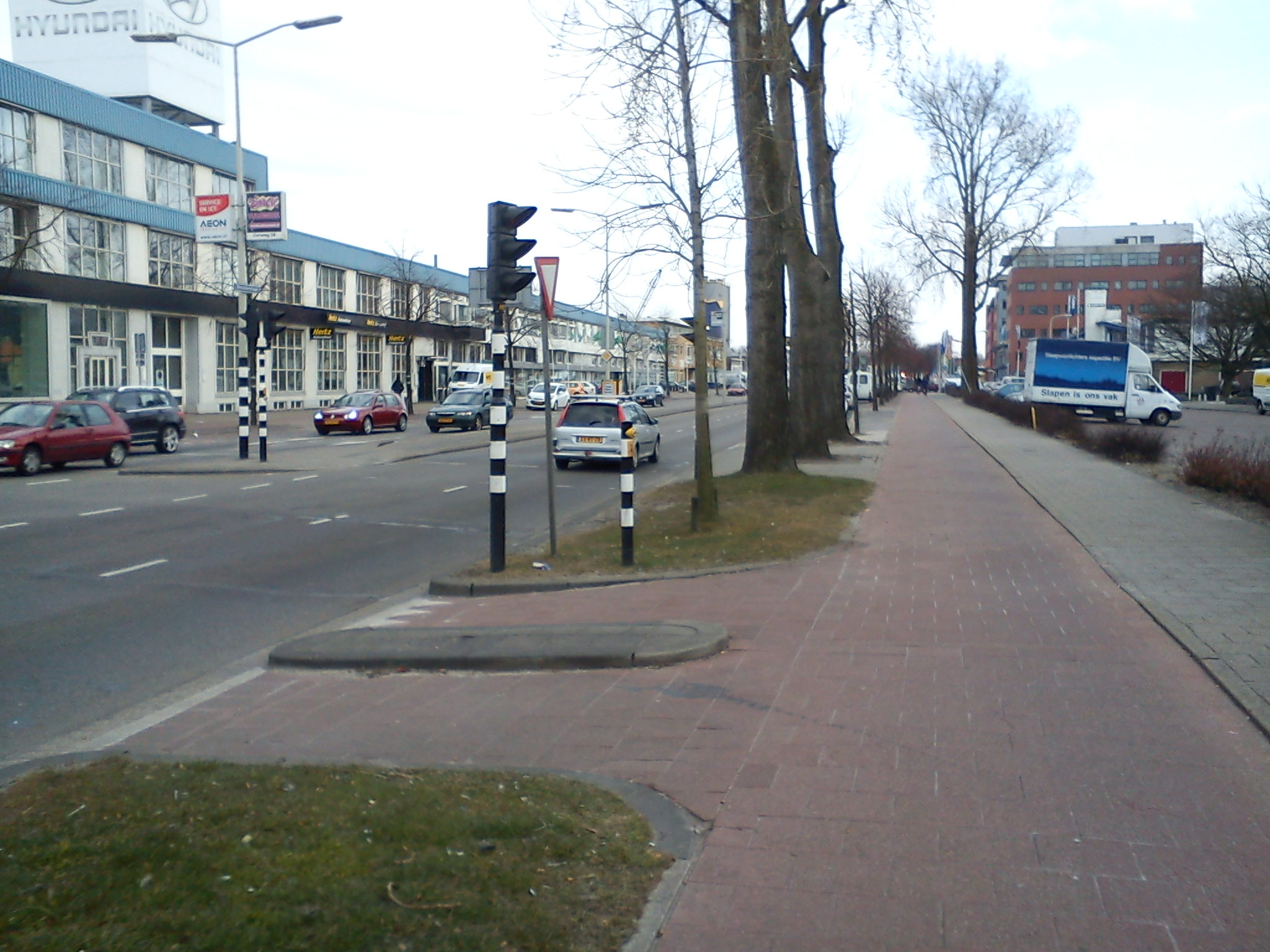
Binckhorstlaan in Den Haag, 2013. Links het inmiddels gesloopte pand van Auto Palace - de Binckhorst.

Auto-Palace (ook: NV Auto-Palace, NV Auto-Palace 's-Gravenhage, Auto Palace - de Binckhorst en De Binckhorst Auto & Motor Import BV) is een Nederlandse organisatie in de automobielbranche.
Het maakt onderdeel uit van de AutoBinck Holding, waartoe internationaal import- en/of dealerschappen behoren van Hyundai, Infiniti, Jaguar, Land Rover en Mitsubishi en waartoe ook het auto-onderdelenbedrijf Brezan behoort.

## Begin

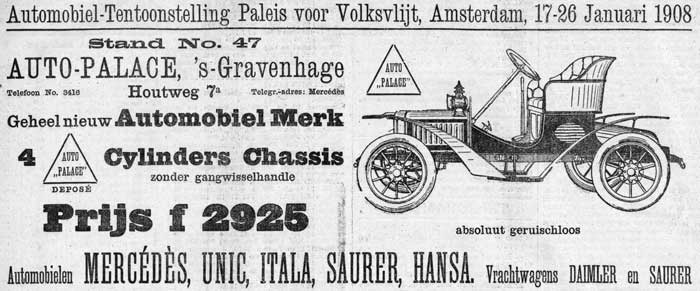
Advertentie van Auto-Palace, januari 1908.

In 1907 werd de NV Auto-Palace ingeschreven in het Haagse gemeente-archief. Aan de Houtweg 7-7a ("koetshuis met bovenwoning") startte men met de verkoop van personenauto's van de merken Mercedes, Unic, Itala, Saurer en Hansa, en vrachtauto's van de merken Daimler en Saurer. Auto's fabriceren deed men ook, de Auto-Palace ontstond in 1908.

## Jaren twintig
Aan het begin van de jaren twintig werd een filiaal geopend aan het Rokin in Amsterdam en kreeg de gestaag groeiende onderneming een kantoor en showroom elders in Den Haag. De jarenlange relatie met Mercedes-Daimler werd in 1927 verbroken. De onderneming werd voortgezet onder een nieuwe naam: NV Auto-Palace 's-Gravenhage. Mede-oprichter en directeur was dhr. P.C.M. Lauret, hij was al een aantal jaren bedrijfsleider van het Amsterdamse filiaal.

## Jaren dertig

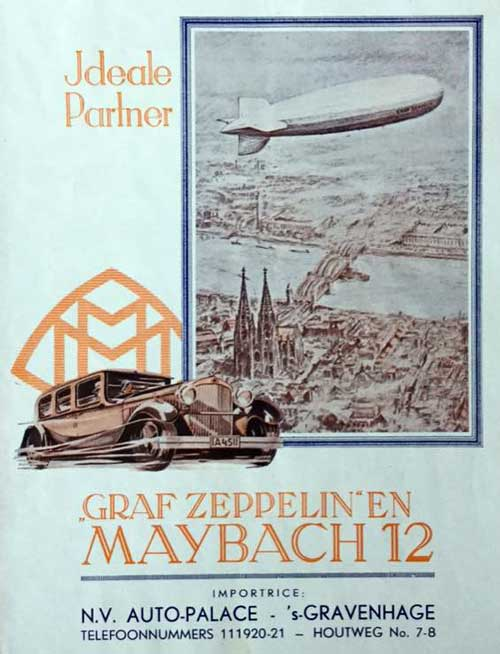
Maybach-advertentie van Auto-Palace, 1932.

Exclusief en kostbaar waren de merken die de onderneming in de jaren dertig uit Duitsland importeerde: Maybach, Horch, Audi en Wanderer. De koerswijzigingen in de Duitse politiek in 1936 bleken niet zonder invloed op de verkoop van uit Duitsland geïmporteerde automobielen. Mede hierom werd in 1936 gestart met de import van het merk Škoda uit Tsjecho-Slowakije, zodanig populair geprijsd dat de verkopen van dit merk weldra die van alle andere merken tezamen overtroffen. Auto-Palace telde in 1937 26 medewerkers, in 1938 was dit toegenomen tot 38. Ondanks de economische situatie verliepen de zaken voor Auto-Palace niet slecht. In 1941 meldde de directie echter in een circulaire aan haar toenmalige "dealers" dat de importmogelijkheden op dat moment uiterst beperkt waren en sprak men de verwachting uit dat de import vroeg of laat geheel tot stilstand zou komen, hetgeen inderdaad zou geschieden.

## Na 1945
De eerste jaren na de Tweede Wereldoorlog kende Nederland een tekort aan personenauto's. Van het vooroorlogse wagenpark (ca. 100.000) was minder dan één derde over. Tussen '45 en '47 opereerde Auto-Palace als dealer van de zojuist samengevoegde Engelse merken Standard en Triumph. In 1947 werd opnieuw gestart met importactiviteiten, de verbintenis met Škoda werd opnieuw leven ingeblazen. Bij de naoorlogse schaarste aan auto's werden goede zaken gedaan met in wezen nog vooroorlogse modellen of modificaties hierop, zoals de populaire Škoda 1101/1102. Rond 1948 werd gestart met de opbouw van een volwaardig dealernet voor de verschillende merken.

## Jaren vijftig

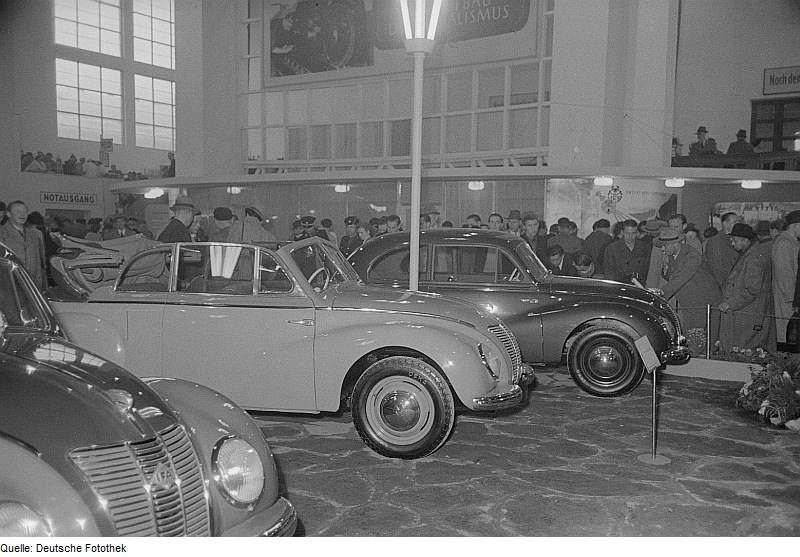
IFA F9 Cabriolet en Limousine

De import van Škoda was rond het begin van de jaren vijftig de belangrijkste bedrijfsactiviteit van Auto-Palace. Er waren echter ook contacten met IFA, een Oost-Duits samenwerkingsverband van in 1945 genationaliseerde auto-, motor-, fiets-, en tractorfabrikanten. Deze IFA startte in 1948 met de productie van vooroorlogse DKW's. In IFA waren ook de merken Horch en Audi, eerder door Auto-Palace geïmporteerd, opgegaan. Dankzij deze oude relaties verwierf men in 1948 het importeurschap van het nieuwe merk IFA (auto's en motorfietsen). Verder importeerde men autobussen en vrachtwagens van Saurer uit Zwitserland en vrachtauto's en landbouwtrekkers van Steyr uit Oostenrijk.
De aanvankelijk voorspoedige gang van zaken was voor Auto-Palace reden uit te zien naar een aanpassing van de organisatie en een grotere behuizing. Er werden dochterondernemingen opgericht - o.a. De Binckhorst Auto & Motor Import - en grond aangekocht op het Binckhorst-terrein. Daar kwam een voor die tijd modern, onder architectuur gebouwd pand dat in 1952 werd geopend.
De jaren vijftig verliepen voor Auto-Palace niet onverdeeld voorspoedig, wat mede te wijten was aan de toenemende concurrentie nu de Europese auto-industrie zich van de oorlogsjaren hersteld had. Auto-Palace kwam deze moeilijke tijd door met de import van Škoda (tot 1953), Steyr, Saurer en IFA. Dit laatste merk verdween in de tweede helft van de jaren vijftig van de markt. De nieuwe namen waren Zwickau (vanaf 1959 Trabant) en Wartburg (geproduceerd in de EMW-fabriek te Eisenach). De Zwickau P70 was een kleine tweetakt met een carrosserie van kunststof. In 1960 introduceerde men een lichte bedrijfsauto - ook een tweetakt - onder de naam Barkas. De merken Wartburg, Trabant en Barkas zouden Auto-Palace - op een korte onderbreking na - trouw blijven tot 1974, toen de import gestaakt werd.

## Jaren zestig

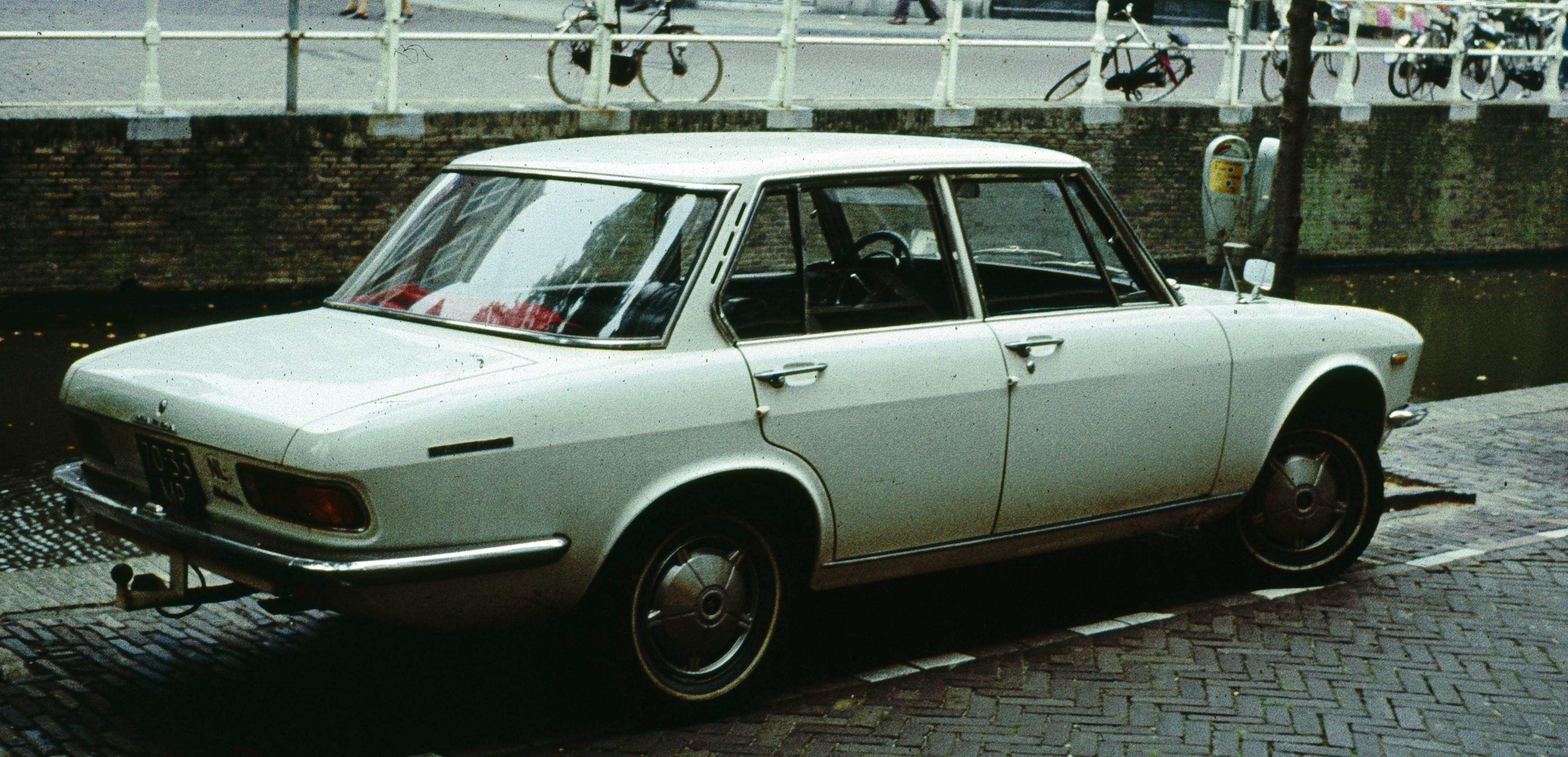
Mazda 1800 in Nederland

In 1964 werd het bedrijfspand aan de Binckhorstlaan te Den Haag uitgebreid met een nieuwe showroom, kantoren en werkplaats. Uit dat jaar dateren ook de eerste contacten met de Japanse autofabrikant Toyo Kogyo Co. - tegenwoordig Mazda Motor Corporation. In 1968 kwam men tot zaken: vanaf toen ging Auto-Palace, naast Trabant en Wartburg, ook Mazda importeren. Men introduceerde in 1969 een vierdeurs middenklasser, de Mazda 1500 (8.995 gulden) naar ontwerp van Nuccio Bertone. De Mazda-import werd ondergebracht in een nieuwe werkmaatschappij: Auto Palace - de Binckhorst. In 1969 werden al 602 Mazda's afgeleverd, 355 Trabants en 382 Wartburgs.

## Jaren zeventig

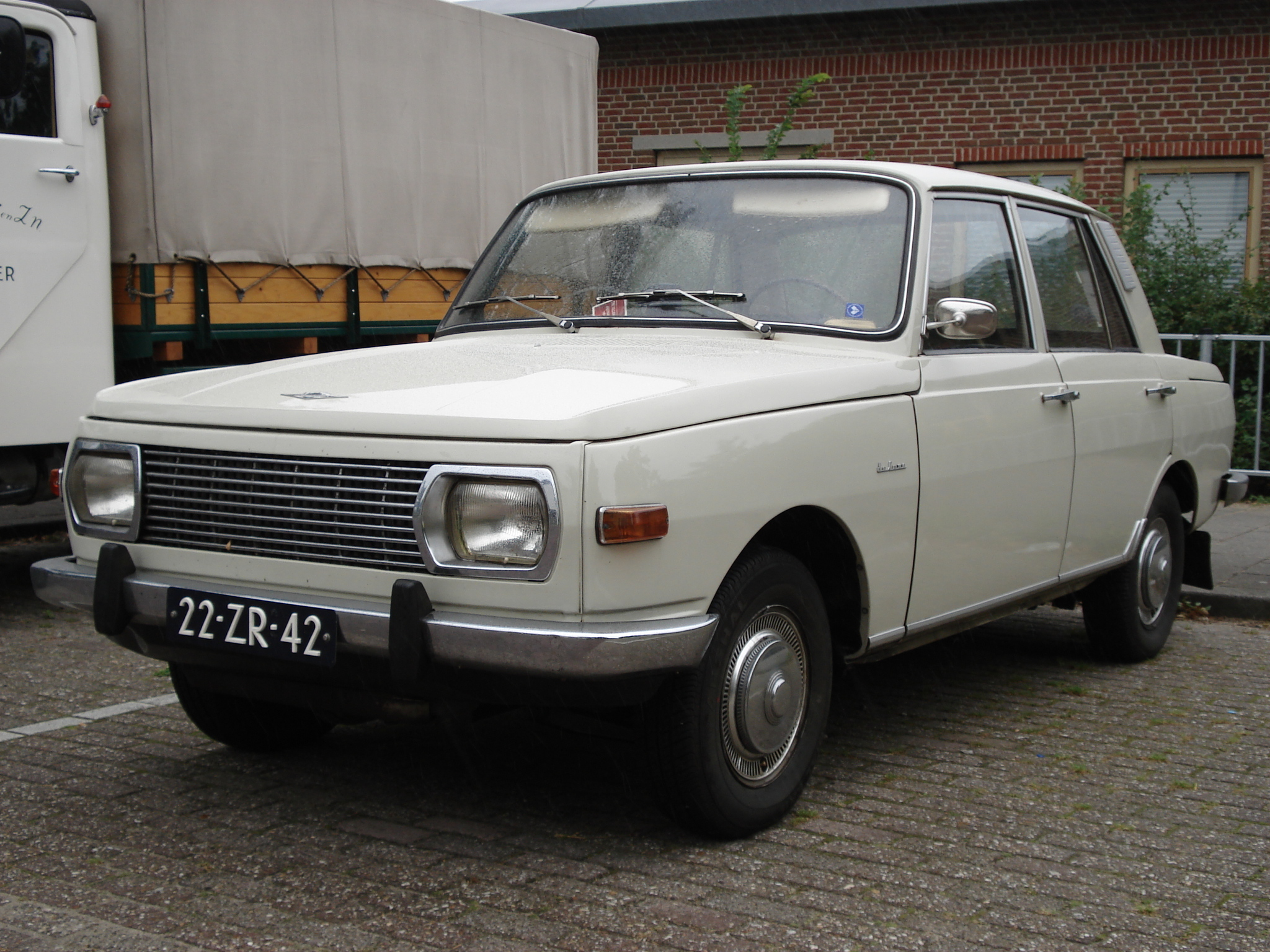
Wartburg 353

Auto-Palace groeit gestaag tussen 1972 en 1975. Het verdwijnen van de import van Trabant en Wartburg (de officieel opgegeven reden daarvoor was dat hun motoren niet meer konden voldoen aan de nieuwe eisen met betrekking tot uitlaatgassen) wordt ruimschoots gecompenseerd door de stijgende verkoop van Mazda. In 1974 wordt met 10.000 verkochte Mazda's een mijlpaal bereikt. Vier jaar later, in 1978, wordt de 100.000e Mazda in Nederland geïmporteerd. 1977 wordt een recordjaar met 23.000 geregistreerde Mazda-verkopen. Het dealernet telt dan 190 bedrijven en bij Auto-Palace en haar dochter Auto Palace - de Binckhorst werken 111 personen.

## Jaren tachtig

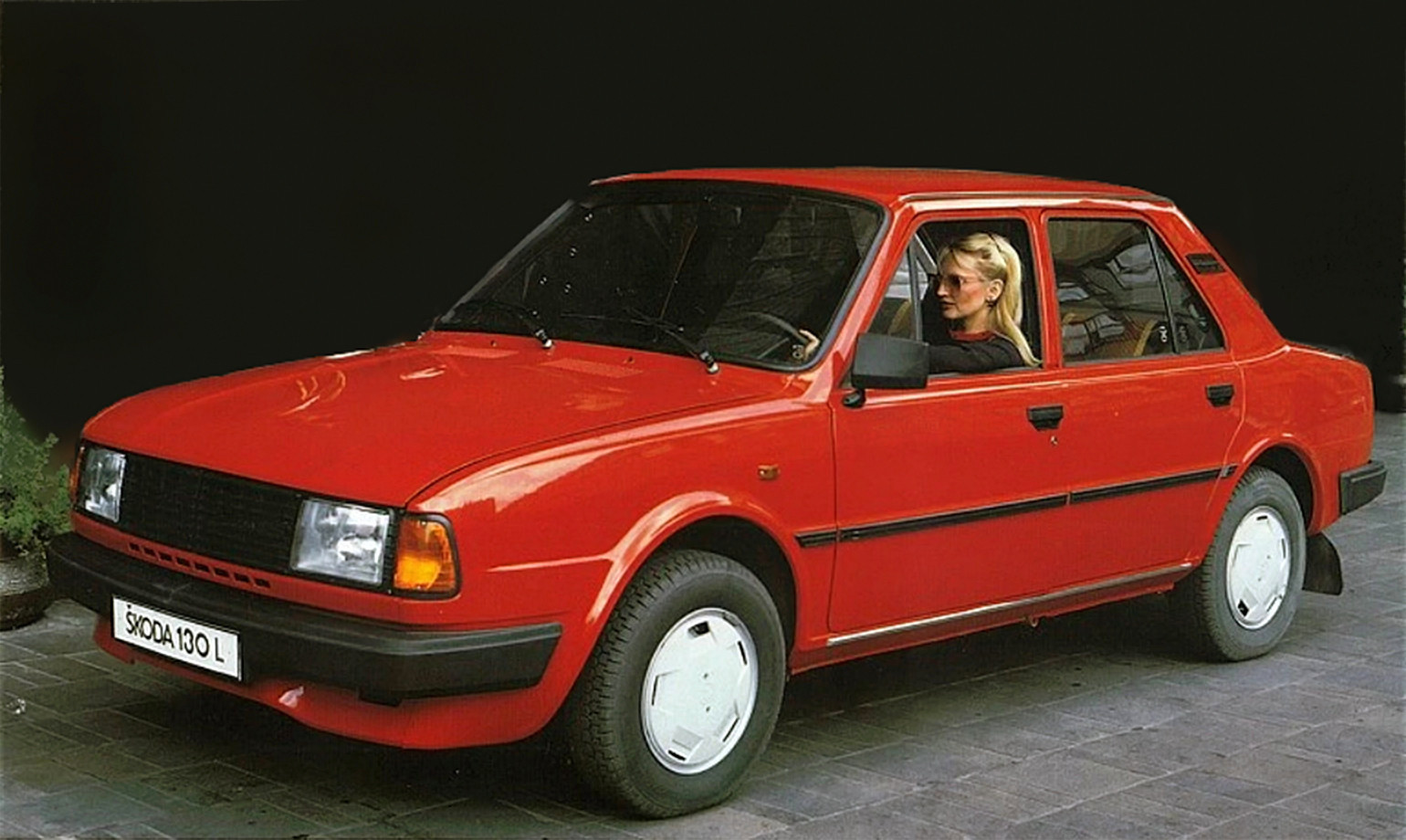
Škoda 130

Het merk Škoda, waarvan de import door Auto-Palace in 1953 werd gestaakt, kwam in 1981 weer terug. Het importeurschap en een deel van de boedel werd overgenomen van de toenmalige Škoda-importeur Englebert, die in financiële moeilijkheden was gekomen. In 1981 presenteerde Auto-Palace via haar werkmaatschappij De Binckhorst Auto & Motor Import BV - eerder optredend als importeur van Trabant en Wartburg - Škoda weer op de AutoRAI. De Binckhorst Auto & Motor Import was sindsdien gevestigd in Voorschoten, in het overgenomen bedrijfscomplex van Englebert. Het Škoda-dealernet (60 bedrijven groot) werd eveneens grotendeels geërfd van Englebert. De overname betekende een stimulans voor de betrokken autobedrijven, in 1982 nam de verkoop toe tot zo'n 1400 afleveringen. Daarop traden ruim 40 autobedrijven toe tot het dealernet. Sindsdien gaven de Škoda-verkopen een grote groei te zien: van een kleine 3000 afleveringen in 1983 tot ruim 5000 in 1986.
Naast het merk Škoda voerde De Binckhorst Auto & Motor Import gedurende zes jaar (tot 1987) tevens de FSO, beter bekend als Polski Fiat en Polonez. Langdurige structurele problemen bij de productie in Polen en weinig perspectief op verbetering van de aanvoer leidde eind 1986 tot opzegging van de relatie met de Poolse autofabriek.
Het merk Mazda verwierf zich intussen een plaats in de top tien van autoverkopen. In 1987 werd de 250.000e Mazda op kenteken gezet.

## Jaren negentig

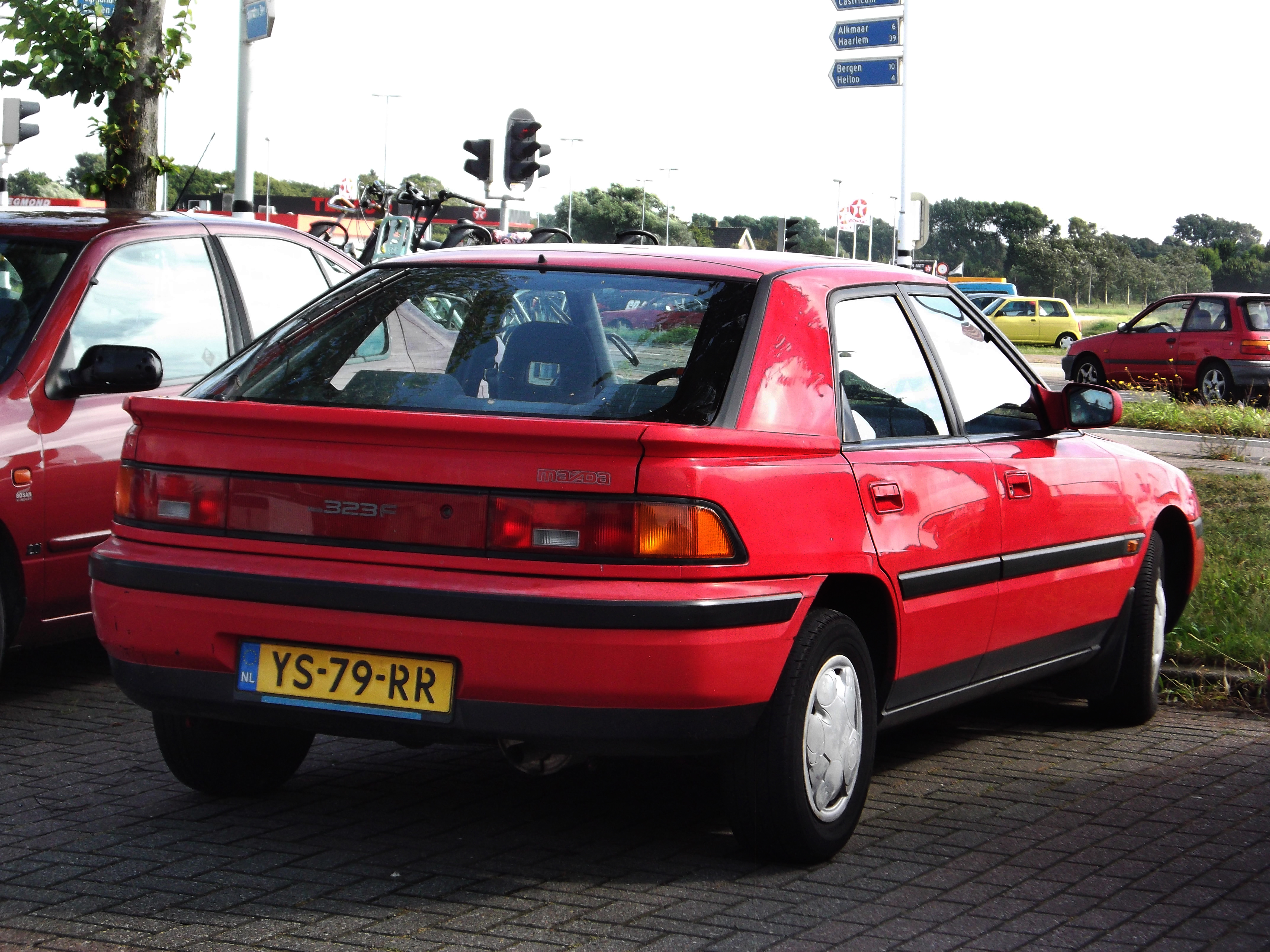
Mazda 323 F

In 1996 werd de 500.000e Mazda in Nederland op kenteken gezet. Mazda Motor Europe had de laatste jaren een groot aantal particuliere importorganisaties vervangen door fabrieksvestigingen. Zo werden vanaf 1 oktober 2008 de activiteiten van Auto Palace - de Binckhorst overgenomen door deze organisatie. Sindsdien is Mazda Motor Nederland de importeur van Mazda en verhuisde van Den Haag naar Waddinxveen.
De onderneming raakte ook de import van Škoda kwijt. In 1991 werd het merk overgenomen door Volkswagen AG en vanaf 1992 werden de Škoda's naar Nederland gehaald door Volkswagen-importeur Pon.

## Huidige situatie

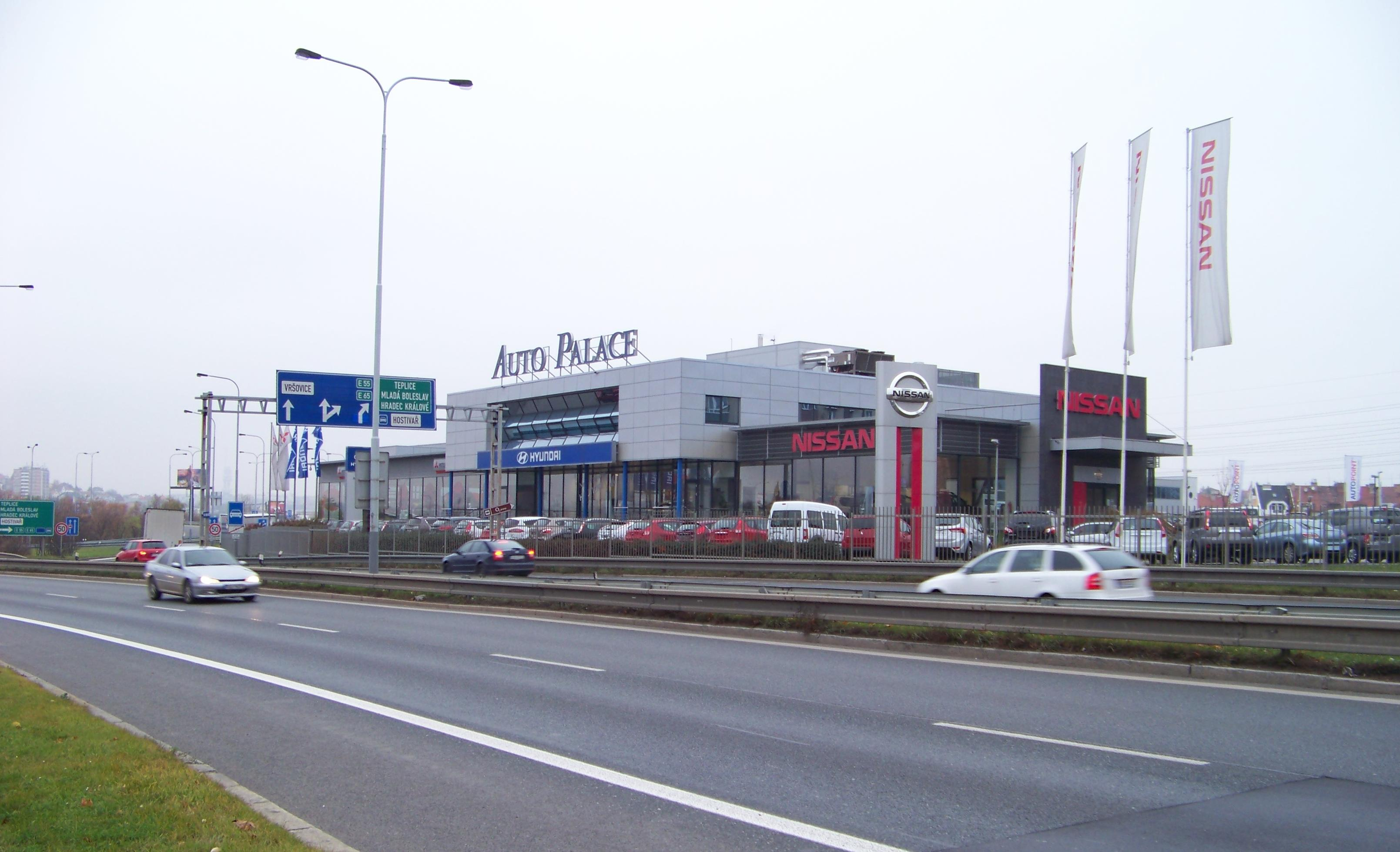
Auto Palace-vestiging in Praag-Záběhlice-Spořilov.

Auto Palace is tegenwoordig onderdeel van de AutoBinck Holding. Hiertoe behoren import- en/of dealerschappen van Hyundai, Infiniti, Jaguar, Land Rover en Mitsubishi in Nederland, Tsjechië, Slowakije, Hongarije en Slovenië. Via lease- en financieringsmaatschappij Business Lease is AutoBinck actief in Nederland, Tsjechië, Slowakije, Hongarije en Polen. Ook Brezan, een leverancier van auto-onderdelen en verlener van aanverwante diensten aan autogarages, is eigendom van de AutoBinck Holding.